# František Vrubel
 František Vrubel (* 1. února 1955 Pazderna) je český římskokatolický kněz, dlouholetý farář v Třinci a papežský kaplan.

## Život
Pochází z Pazderny nedaleko Frýdku-Místku, pokřtěn byl v kostele sv. Stanislava v Bruzovicích. Po maturitě na frýdecko-místeckém gymnáziu v roce 1974 začal studovat teologii na Cyrilometodějské bohoslovecké fakultě v Litoměřicích. V letech 1978 až 1980 absolvoval základní vojenskou službu, kterou strávil ve Vysočanech u Boru a v Tachově. Po dokončení studia přijal 27. června 1981 v Olomouci kněžské svěcení a poté působil jako farní vikář nejprve v Bílovicích u Uherského Hradiště, v letech 1984 až 1985 ve Valašských Kloboukách a následně ve farnosti u kostela Božského Spasitele v Ostravě. Od 1. července 1986 je farářem v Třinci, roku 1990 se navíc stal místoděkanem frýdeckého děkanátu. Několik let působil rovněž jako soudce Interdiecézního soudu v Olomouci (od roku 1993). V roce 2006 jej papež Benedikt XVI. jmenoval kaplanem Jeho Svatosti.